# Projekt 1265
Projekt 1265, Deckname: Jachont (russisch „Яхонт“ für Rubin, NATO-Bezeichnung: „Sonya-Klasse“) war eine Klasse von Minenräumschiffen der Sowjetischen Marine, die zur Suche nach Seeminen im Küstenvorfeld entwickelt wurde. 81 Schiffe wurden von der Sowjetunion für eigene und befreundete Seestreitkräfte ab 1971 gebaut.

## Beschreibung

### Rumpf und Sonar
Projekt 1265 basierte auf den Schiffen der Kleinserie des Projekts 1252. Ein Rumpf aus Fiberglas, wie bei Projekt 1252 konnte auf den beiden Werften bei der verlangten Rumpfgröße nicht gebaut werden, deshalb ging man wieder zu Rümpfen aus Holz zurück und verleimte für den Rumpf fünf Lagen aus Eschen- und Eichenholz auf Spanten aus einer Aluminiumlegierung. Abschließend überzog man den Rumpf mit einer Fiberglasschicht.
Zur Suche nach Unterwasserkontakten wurde unter den Rumpf ein Dom mit einem MG-79- und einem MG-89-Sonar verbaut.

### Bewaffnung
Bewaffnet waren die Schiffe mit einem Turm 30-mm-L/63 AK-230 auf dem Vorschiff und einer 25-mm-L/70 2M-3-Zwillingsmaschinenkanone an achtern. Bei einigen Schiffen wurden an Stelle der 2M-3 und Ak-230 zwei 30-mm-L/63 AK-306 verbaut, die Ausführung wird Projekt 12650 genannt. Flugabwehrraketen vom Typ Strela-3 konnten von zwei Startvorrichtungen gegen Flugziele im Nahbereich eingesetzt werden.
Weiter konnten Seeminen und Wasserbomben mitgeführt werden.

### Export
Neben Projekt 1265 und Projekt 12650 wurde die Variante Projekt 1265E für den Export gebaut. Diese Schiffe trugen neben dem MG-89-Sonar das MG-35-System.

## Verbleib
81 Schiffe des Projekts 1265 wurden auf den Werften in Petrosawodsk und Wladiwostok bis 1991 gebaut. Der größte Teil diente in der Sowjetischen Marine und später in der Russischen Marine. 40 der russischen Schiffe waren bis 2007 außer Dienst gestellt. 22 Schiffe wurden an andere Staaten abgegeben: Aserbaidschan erhielt drei Schiffe, Bulgarien vier, Vietnam vier, Kuba vier, Syrien zwei, die Ukraine zwei und Äthiopien eins.